# Första republiken (Finland)
Första republiken är Finland under tiden 1917–1944. I likhet med andra republiken är begreppet oegentligt, eftersom några konstitutionella skillnader inte förelåg mellan de båda epokerna. Till samhällsatmosfären och samhällsdebattens innehåll skilde de sig dock avsevärt från varandra. 
Första republiken kännetecknades av kristligt-fosterländska och konservativt-agrara värderingar. Den självständige bonden var idealtypen av medborgare, och han kunde känna att han åtnjöt samhällets stöd och uppskattning. På denna punkt skilde sig Finland från flertalet länder i östra Centraleuropa, där bondemissnöje bidrog till att skapa auktoritära högerregimer. Kring 1930, när den ekonomiska depressionen hade skapat krisstämning i synnerhet bland småbrukarna, befann sig demokratin i gungning även i Finland. 
Finland under första republiken präglades av en idealism som kan uppfattas vara typisk för unga nationer; när man nu äntligen rådde sig själv, ville man avlägsna alla sociala och politiska olägenheter – utan att alltid beakta politikens och det mänskliga livets realiteter eller landets traditioner. Förbudslagen representerade en del av denna idealism, likaså äktfinskheten, som strävade efter att göra finskan till landets enda nationalspråk, och drömmarna om ett Storfinland. 
Politiskt dominerades första republiken av Agrarförbundet, som regerade tillsammans med Framstegspartiet och/eller Samlingspartiet samt Svenska folkpartiet, som dock stöttes bort av agrarernas äktfinskhet. När de sistnämnda 1937 ingick en koalition med socialdemokraterna (rödmylleregeringen), uppstod den regeringstyp som sedan dess har varit förhärskande.